# Răbăgani
Răbăgani – wieś w Rumunii, w okręgu Bihor, w gminie Răbăgani. W 2011 roku liczyła 679 mieszkańców.